# Scally

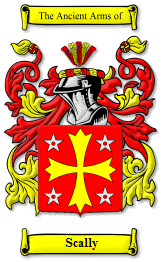
Crest

Scally (Scalaí in het Iers) is een Ierse achternaam.

## Oorsprong
Scally is de Anglo-versie van het Ierse woord "O'Scolaidhe", dit betekent "afstammeling van de wetenschapper".

## Varianten
Varianten zijn:
- Scully
- Skelly
- O'Scully
- Scullin
- Scullane[4]

De naam Skelly wordt vooral gevonden in de graafschappen Roscommon en Westmeath.